# Jörg Peter (kolarz)
Jörg Peter – szwajcarski kolarz torowy i szosowy, brązowy medalista torowych mistrzostw świata.

## Kariera
Największy sukces w karierze Jörg Peter osiągnął w 1969 roku, kiedy zdobył brązowy medal w wyścigu ze startu zatrzymanego amatorów podczas torowych mistrzostw świata w Brnie. W zawodach tych wyprzedzili go jedynie dwaj Holendrzy: Bert Boom i Cees Stam. Był to jedyny medal zdobyty przez Petera na międzynarodowej imprezie tej rangi. W tym samym roku został także wicemistrzem kraju w tej samej konkurencji. Nigdy nie wystąpił na igrzyskach olimpijskich. 